# 岡村樹
岡村 樹（おかむら たつき、1991年8月8日 - ）は、日本のダンサー。

## 来歴
10歳よりストリートダンスを始め、18歳の頃コンテンポラリーダンスに出会う。
全日本高校大学ダンスフェスティバルイン神戸　日本女子体育連盟理事長賞 (全国3位) 受賞を皮切りに、多くの大会で受賞経験を持つ。
米津玄師・A.B.C-Z・ゆずをはじめ、複数のアーティストの振付指導・バックダンサーを務め、ミュージックビデオにも出演している。また、ダンスイベントの審査員も務める。
現在、Big.T Dance Companyのインストラクターとともに、さとえ学園小学校非常勤職員としてダンス講師も務めている。

## 賞歴
- 全日本高校大学ダンスフェスティバルイン神戸
  - 日本女子体育連盟理事長賞（全国3位） - 2008年・2009年
  - 特別賞 - 2011年

- ART.M-in-富山
  - 審査員賞（総合3位） - 2010年

- Dance Creation Award
  - ブラボー賞 - 2011年

- Nextream21 in RIKKOUKAI
  - 優秀賞 - 2013年・2014年
  - クリエイティブ賞 - 2015年

- 横濱インターナショナルカクテルコンペティション
  - 金賞 - 2015年